# Trapang
Trapang is een bestuurslaag in het regentschap Sampang van de provincie Oost-Java, Indonesië. Trapang telt 1329 inwoners (volkstelling 2010).